# Carlo Roberto d'Angiò
Carlo Roberto d'Angiò, detto anche Carlo I d'Ungheria, Caroberto e Carlo I Roberto (Napoli, 1288 o 1291 – Visegrád, 16 luglio 1342), fu Re d'Ungheria dal 1308 alla morte.
Era figlio di Carlo Martello d'Angiò e Clemenza d'Asburgo, figlia dell'imperatore Rodolfo I, e quindi nipote in linea diretta di Carlo II di Napoli.

## Biografia

### Erede al trono d'Ungheria
Noto come Carlo Roberto prima della sua ascesa al trono d'Ungheria, rivendicò la corona magiara in quanto pronipote di Stefano V, ottenendo in questo l'appoggio del papa Bonifacio VIII. Sua nonna Maria, figlia di Stefano V d'Ungheria, fu data in sposa a Carlo II d'Angiò, re di Napoli. Nell'agosto del 1300 lasciò Napoli per raggiungere la Dalmazia. Qui, alla morte dell'ultimo re della dinastia degli Arpadi, Andrea III, avvenuta il 14 gennaio 1301, Caroberto fu incoronato Re d'Ungheria nel 1310.
La sua consacrazione, fortemente appoggiata dal papa Bonifacio VIII che inviò persino il cardinale Niccolò Boccasini O.P., il futuro Papa Benedetto XI, come suo legato per sostenerne la candidatura, fu però osteggiata nello stesso anno da Venceslao II di Boemia, al quale Carlo Roberto dovette cedere la corona. Il sovrano boemo mantenne il titolo regio fino al 1305, ma attualmente non è conteggiato nella successione ufficiale dei re ungheresi.
Nel 1305 Venceslao trasferì i suoi diritti al Duca Ottone III di Baviera, il quale però cadde presto prigioniero nelle mani dei ribelli ungheresi. Questo permise a Caroberto di tornare a pretendere il rispetto dei suoi diritti ereditari, che questa volta non trovarono più le stesse opposizioni di otto anni prima: il 15 giugno 1309, a Buda, Carlo Roberto d'Angiò fu nuovamente elevato al trono. Ma questa instaurazione non fu considerata pienamente valida fino al 20 agosto 1310: in questa data, a Székesfehérvár, Carlo fu incoronato Re d'Ungheria attraverso l'imposizione sul suo capo della corona consacrata, recuperata dalle mani dei baroni ribelli. Le usanze ungheresi prevedevano l'incoronazione del re con la corona consacrata a Szèkesfehèrvàr, da parte dell'arcivescovo d'Esztergom.

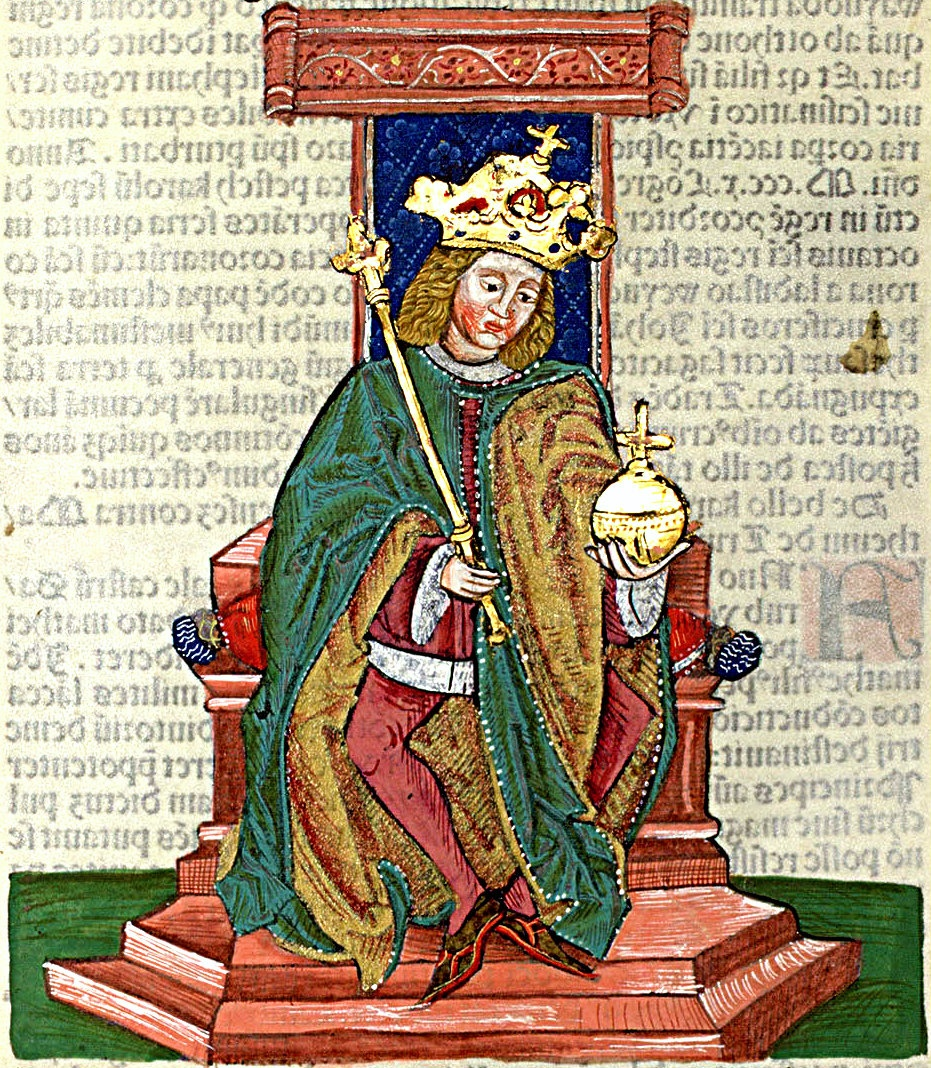
Carlo Roberto in trono.

Nei successivi tre anni Carlo fu occupato in una continua lotta alle ribellioni contro la sua autorità. Fu solo con la grande vittoria di Rozhanovce (Rozgony in ungherese) del 15 giugno 1312 che Carlo Roberto poté imporsi come vero signore e padrone del regno.

### La politica interna
Durante il suo regno più che trentennale Carlo restaurò l'ordine nel Paese attraverso un esercizio assoluto del potere. La Dieta continuò a essere convocata, ma solo occasionalmente e a intervalli irregolari. Il vero potere di controllo sugli affari dello Stato fu trasferito al Regio Consiglio, dove abili esponenti della classe media, per il settanta per cento italiani, assecondavano le posizioni del re.
Al fine di imporre limitazioni ai baroni, la piccola aristocrazia fu protetta dalla tirannia dei grandi magnati, incoraggiati ad apparire a corte e tassati per il servizio militare dalla tesoreria reale, di modo che rimanessero più vicini alla corona. La corte di Caroberto fu famosa in tutta Europa come scuola di Cavalleria.
Carlo realizzò anche numerose riforme importanti. Ebbe una spiccata attitudine alla gestione delle finanze pubbliche e la sua riforma della valuta e dell'intero sistema fiscale contribuì grandemente ad arricchire sia la classe dei mercanti che la tesoreria di Stato. Le città conobbero un significativo sviluppo e il crimine si ridusse. Il sovrano angioino incoraggiò i commerci e impose tasse per il finanziamento dell'esercito, fondamentale per l'opera di espansione dei suoi territori. Tutto ciò permise all'Ungheria di diventare una delle principali potenze di tutto il continente. La sua politica fu continuata da suo figlio Luigi I il Grande.

### La politica estera
La politica estera di Carlo fu largamente basata su alleanze di tipo dinastico. La mossa di maggior successo fu il patto di reciproca difesa siglato con la Polonia contro gli Asburgo e i Boemi, ufficializzato con la convenzione di Trenčín nel 1335 e confermato nello stesso anno al brillante congresso di Visegrád, durato due mesi. In questa occasione, Carlo riuscì in un duplice intento: da una parte ricompose le divisioni e gli attriti fra i grandi principi dell'Europa centrale, mettendo a loro disposizione agi e divertimenti per l'intera durata del vertice; dall'altra, il risultato più immediato del congresso fu l'attacco combinato fra Ungheresi e Papato contro l'imperatore Luigi IV e il suo alleato, il duca Alberto II d'Austria, della Casa d'Asburgo, che volse tutto a favore di Carlo.
Il più ambizioso progetto di Carlo fu certamente quello di unire i regni d'Ungheria e di Napoli sotto un'unica corona, destinata a suo figlio Luigi. Un disegno che fu stroncato dall'intervento di Venezia e del Papato, entrambi spaventati dalla prospettiva che l'Ungheria potesse diventare la potenza egemone sull'Adriatico. Ma fu una sconfitta relativa, poiché il sovrano fu più che compensato dall'accordo del 1339 con il cognato e alleato Casimiro III di Polonia: privo di eredi maschi, Casimiro accettò di nominare Luigi suo successore sul trono polacco.
I sovrani della dinastia degli Arpadi erano riusciti a proteggere il confine meridionale del regno attraverso la costituzione di sei colonie militari, o banati, comprendenti la Piccola Valacchia (nel sud dell'attuale Romania) e le regioni settentrionali delle attuali Bulgaria, Serbia e Bosnia-Erzegovina. Carlo ridistribuì questi territori e si attirò il consenso delle popolazioni locali, rafforzando in questo modo il proprio dominio.
Se da una parte puntò a espandere i suoi possedimenti dall'altra ottenne l'effetto contrario convertendo molti dei vecchi banati in principati semi indipendenti, che si rivelarono subito violentemente anti-ungheresi. La religione predominante nell'area era il cristianesimo greco-ortodosso e il proselitismo forzato al cattolicesimo provocò numerose ribellioni (si ricorda anche che nel 1322 non permise al vescovo di Zagabria, Beato Agostino Casotti, di tornare nella sua sede vescovile; da Avignone venne poi eletto vescovo di Lucera). All'instabilità dell'area e alle insurrezioni vere e proprie contribuirono diversi fattori, fra cui la naturale competizione dinastica con i Serbi ortodossi e gli zar bulgari e gli impulsi di una nascente nazionalità valacca che chiedeva riconoscimento.

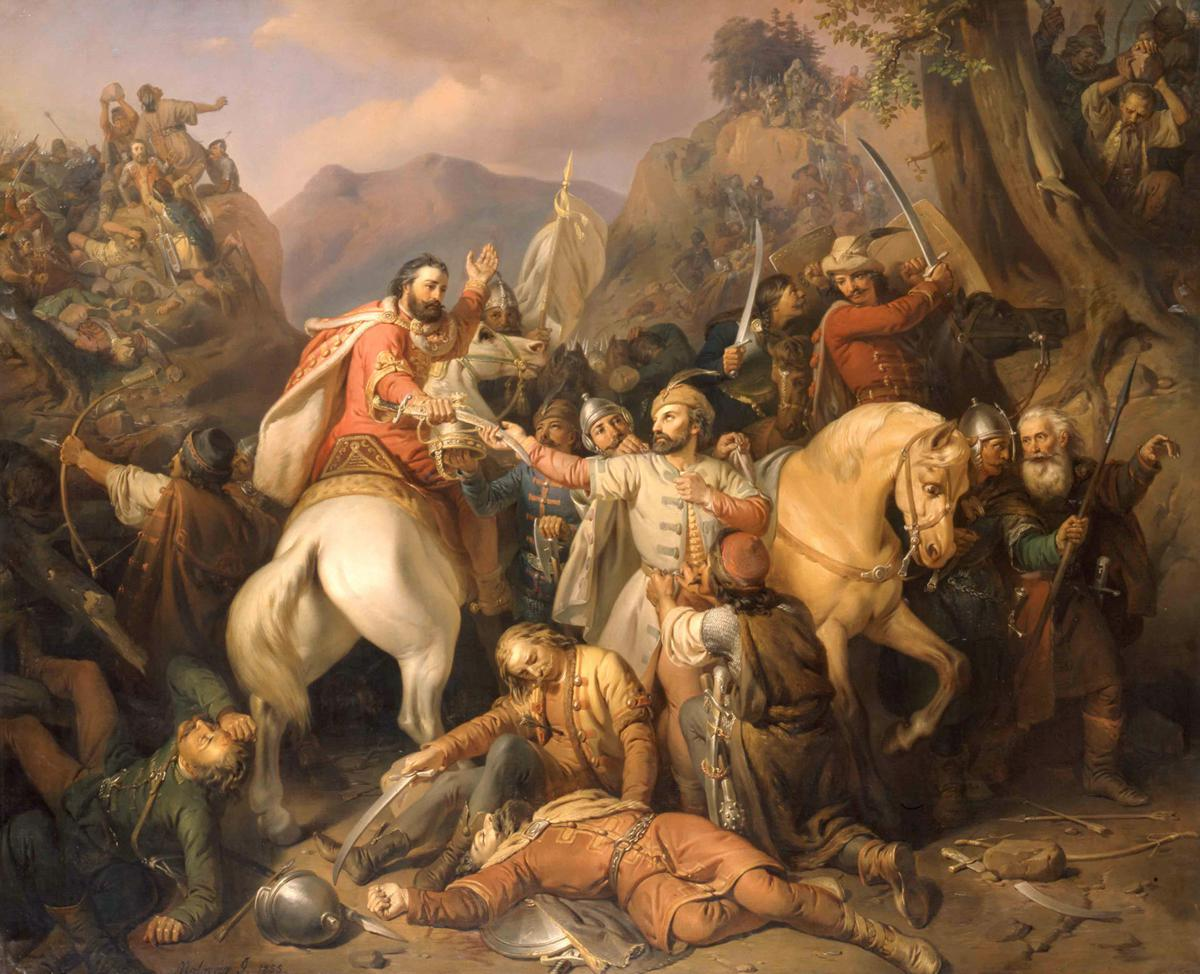
Carlo Roberto fugge dalla battaglia di Posada

Già prima del 1320 la Valacchia Occidentale (Oltenia) fu considerata dagli Ungheresi parte del Banato di Szörény. Quando il reggente della regione, Basarab I, mostrò segni di disobbedienza, Carlo mosse contro di lui le sue armate. Ma il 9 novembre 1330, mentre varcava i confini ed entrava in Valacchia, il re cadde in un terribile agguato, ricordato come la battaglia di Posada. Per Carlo fu una disfatta e lo stesso re riuscì a malapena a darsi alla fuga scambiando i propri abiti con quelli di un suo cavaliere. Questo incidente segnò l'inizio dell'indipendenza della Valacchia.
Carlo Roberto d'Angiò morì a Visegrád il 16 luglio 1342 e fu sepolto dietro l'altare maggiore della chiesa di Székesfehérvár, antico luogo di sepoltura degli Arpadi.
Viene considerato un eroe nazionale ungherese; una sua statua è stata posta nel colonnato della Piazza degli Eroi in Budapest.

## Matrimoni e figli
Carlo fu sposato tre volte.
Nel 1306 sposò Maria, figlia del Duca Casimiro di Cieszyn. Maria morì nel 1315
- Caterina (morta intorno al 1355), sposata nel 1338 a Enrico II, duca di Swidnica e Jar.

Il 24 giugno 1318 sposò Beatrice (1305-19), figlia dell'imperatore Enrico VII. Beatrice morì di parto insieme al bambino l'11 ottobre 1319.
Il 6 luglio 1320 sposò Elisabetta di Polonia, figlia del re Ladislao I Łokietek di Polonia. Ebbero cinque figli:
- Carlo (1321)
- Ladislao (Belgrado, 1º novembre 1324 – 24 febbraio 1329)
- Luigi I il Grande (1326 – 1382), Re d'Ungheria
- Andrea (1327 – Aversa, 18 settembre 1345), Duca di Calabria, sposò la cugina Giovanna I di Napoli
- Stefano (1332 – 1354), Duca di Transilvania, Slavonia, Croazia e Dalmazia, nel 1351 sposò Margherita di Baviera da cui ebbe due figli:
  - Elisabetta di Slavonia, che nel 1370 sposò Filippo II di Taranto
  - Giovanni di Slavonia (1354 - 1363)

## Ascendenza
|                        |                      |                         | Genitori                           |  |  | Nonni |  |  | Bisnonni        |  |  | Trisnonni             |  |
|                        |                      |                         |                                    |  |  |       |  |  | Carlo I d'Angiò |  |  | Luigi VIII di Francia |  |
|                        |                      |                         |                                    |  |  |       |  |  | Carlo I d'Angiò |  |  | Luigi VIII di Francia |  |
|                        |                      | Bianca di Castiglia     |                                    |  |  |       |  |  | Carlo I d'Angiò |  |  |                       |  |
| Carlo II di Napoli     |                      |                         |                                    |  |  |       |  |  | Carlo I d'Angiò |  |  |                       |  |
|                        |                      | Beatrice di Provenza    | Raimondo Berengario IV di Provenza |  |  |       |  |  |                 |  |  |                       |  |
|                        |                      | Beatrice di Provenza    | Raimondo Berengario IV di Provenza |  |  |       |  |  |                 |  |  |                       |  |
|                        |                      | Beatrice di Provenza    | Beatrice di Savoia                 |  |  |       |  |  |                 |  |  |                       |  |
| Carlo Martello d'Angiò |                      | Beatrice di Provenza    |                                    |  |  |       |  |  |                 |  |  |                       |  |
|                        |                      | Stefano V d'Ungheria    | Béla IV d'Ungheria                 |  |  |       |  |  |                 |  |  |                       |  |
|                        |                      | Stefano V d'Ungheria    | Béla IV d'Ungheria                 |  |  |       |  |  |                 |  |  |                       |  |
|                        |                      | Stefano V d'Ungheria    | Maria Lascaris di Nicea            |  |  |       |  |  |                 |  |  |                       |  |
| Maria d'Ungheria       |                      | Stefano V d'Ungheria    |                                    |  |  |       |  |  |                 |  |  |                       |  |
|                        |                      | Elisabetta dei Cumani   | Köten                              |  |  |       |  |  |                 |  |  |                       |  |
|                        |                      | Elisabetta dei Cumani   | Köten                              |  |  |       |  |  |                 |  |  |                       |  |
|                        |                      | Elisabetta dei Cumani   | Mstislawna                         |  |  |       |  |  |                 |  |  |                       |  |
| Carlo Roberto d'Angiò  |                      | Elisabetta dei Cumani   |                                    |  |  |       |  |  |                 |  |  |                       |  |
|                        | Alberto IV il Saggio | Rodolfo il Vecchio      |                                    |  |  |       |  |  |                 |  |  |                       |  |
|                        | Alberto IV il Saggio | Rodolfo il Vecchio      |                                    |  |  |       |  |  |                 |  |  |                       |  |
|                        | Alberto IV il Saggio | Agnese di Staufen       |                                    |  |  |       |  |  |                 |  |  |                       |  |
| Rodolfo I d'Asburgo    | Alberto IV il Saggio |                         |                                    |  |  |       |  |  |                 |  |  |                       |  |
|                        |                      | Edvige di Kyburg        | Ulrico di Kyburg                   |  |  |       |  |  |                 |  |  |                       |  |
|                        |                      | Edvige di Kyburg        | Ulrico di Kyburg                   |  |  |       |  |  |                 |  |  |                       |  |
|                        |                      | Edvige di Kyburg        | ?                                  |  |  |       |  |  |                 |  |  |                       |  |
| Clemenza d'Asburgo     |                      | Edvige di Kyburg        |                                    |  |  |       |  |  |                 |  |  |                       |  |
|                        |                      | Burcardo V di Hohenberg | Burcardo IV di Hohenberg           |  |  |       |  |  |                 |  |  |                       |  |
|                        |                      | Burcardo V di Hohenberg | Burcardo IV di Hohenberg           |  |  |       |  |  |                 |  |  |                       |  |
|                        |                      | Burcardo V di Hohenberg | Valpurga di Aichelberg             |  |  |       |  |  |                 |  |  |                       |  |
| Gertrude di Hohenberg  |                      | Burcardo V di Hohenberg |                                    |  |  |       |  |  |                 |  |  |                       |  |
|                        |                      | Matilde di Tubinga      | Rodolfo II di Tubinga              |  |  |       |  |  |                 |  |  |                       |  |
|                        |                      | Matilde di Tubinga      | Rodolfo II di Tubinga              |  |  |       |  |  |                 |  |  |                       |  |
|                        |                      | Matilde di Tubinga      | ? di Ronsberg                      |  |  |       |  |  |                 |  |  |                       |  |
|                        |                      | Matilde di Tubinga      |                                    |  |  |       |  |  |                 |  |  |                       |  |